# Shinawatra-Universität

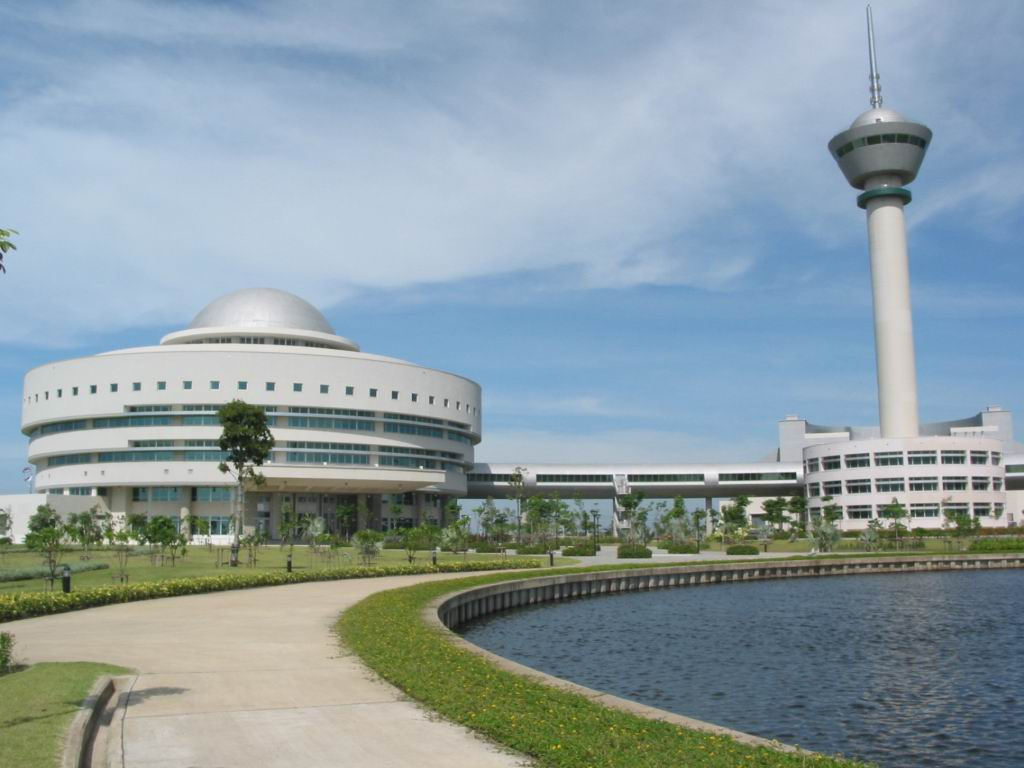
Campus der Shinawatra-Universität

Die Shinawatra-Universität (Thai มหาวิทยาลัยชินวัตร, Shinawatra University, kurz: SIU) ist eine Universität in Amphoe Sam Khok in der thailändischen Provinz Pathum Thani. Die Universität wurde gegründet und mitfinanziert von Thaksin Shinawatra, dem ehemaligen Premierminister von Thailand.

## Allgemeines

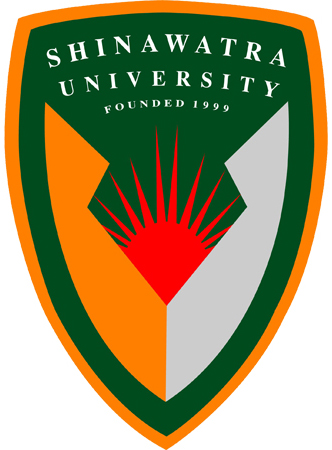
Logo der Shinawatra-Universität

Die Shinawatra-Universität bietet ausschließlich internationale Studiengänge an, d. h. die Lehrveranstaltungen werden in englischer Sprache abgehalten. Die Universität bietet eine breite Palette an Studiengängen in technischen und naturwissenschaftlichen Fächern sowie eine verwandte Managementausbildung an.
Die Shinawatra-Universität will dazu beitragen, kreative und unternehmende Menschen durch eine breit gefächerte Ausbildung heranzuziehen. Das Ausbildungskonzept geht einher mit dem Lebensweg des Gründers, der selbst im Ausland studiert hat und ein erfolgreicher Geschäftsmann im Technologiebereich gewesen ist.

## Geschichte
Thaksin Shinawatra gründete die Universität im Jahr 1996. Dazu stiftete er eine Milliarde Baht (rund 20 Millionen Euro) aus dem Familienvermögen. Das Ministerium für Universitätsangelegenheiten erteilte die Lizenz für die Universität 1999.
Erster Präsident war Thaksins späterer Innen- und Justizminister Purachai Piumsombun (1999 bis 2000). Ihm folgten Sangsan Panit (2000 bis 2002), Wittaya Manawicharoen (2002 bis 2003), der ehemalige Finanzminister Thanong Bidaya (2003 bis 2004), Prida Wibulswas (2004 bis 2008), Somchat Soponronnarit (2008 bis 2009), der spätere Finanzminister Kittiratt Na-Ranong (2009 bis 2011), Prinya Tantaswadi (2011 bis 2012), Voradej Chandarasorn (2012 bis 2015). Seit 2015 ist Boonsom Lerdhirunwong Präsident der Shinawatra-Universität.

## Akademische Organisation

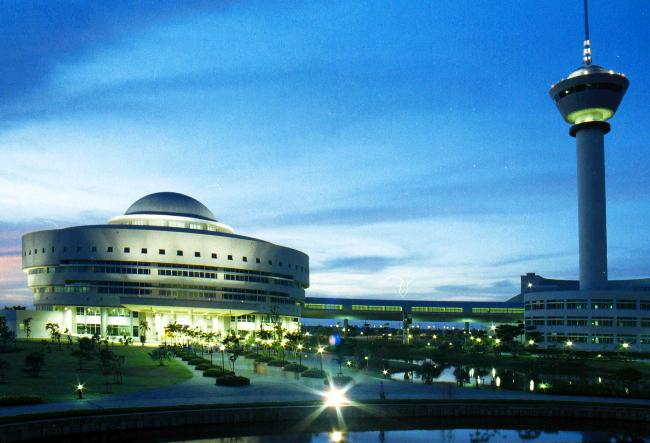
Das Universitätsgelände am Abend

Es gibt zwei Organisationszweige. Der eine bedient den Technologie- und Wissenschaftssektor, der andere den Verwaltungssektor.

### School of Technology
In der School of Technology werden unter anderem die folgenden Studiengänge angeboten:
- Informatik (Computer Science)
- Software Engineering
- Kommunikations- und Informationssysteme
- Wirtschaftsinformatik
- Management-Informationssysteme
- Informationstechnologie

### School of Management
In der School of Management werden die folgenden Studiengänge angeboten:
- Verwaltung
- Internationaler Handel
- Betriebswirtschaft

## Campus
Der zentrale Campus der Shinawatra-Universität befindet sich im Landkreis (Amphoe) Sam Khok der Provinz (Changwat) Pathum Thani, etwa 50 Kilometer nördlich der Landeshauptstadt Bangkok. Die modernen Gebäude zeichnen sich unter anderem auch durch energieeffiziente Bauweise aus.